# Верхнее Алябьево
Ве́рхнее Аля́бьево — деревня в Мценском районе Орловской области России. Административный центр Алябьевского сельского поселения.

## География
Деревня находится в северной части Орловской области, в лесостепной зоне, в пределах центральной части Среднерусской возвышенности, на левом берегу реки Чернь, на расстоянии примерно 14 км (по прямой) к востоку от Мценска, административного центра района. Абсолютная высота — 175 м над уровнем моря.
Часовой пояс
Деревня Верхнее Алябьево, как и вся Орловская область, находится в часовой зоне МСК (московское время). Смещение применяемого времени относительно UTC составляет +3:00.

## Население
| 2002 | 2010 |
| ---- | ---- |
| 523  | ↘434 |

Половой состав
По данным Всероссийской переписи населения 2010 года, в гендерной структуре населения мужчины составляли 45,4 %, женщины — соответственно 54,6 %.
Национальный состав
Согласно результатам переписи 2002 года, в национальной структуре населения русские составляли 93 % из 523 чел.

## Улицы
| - пер. Гаражный, - ул. Дачная, - ул. Мценская, - ул. Полесская, | - ул. Садовая, - ул. Славянская, - ул. Совхозная, - ул. Талызинская, | - пл. Центральная, - ул. Школьная, - ул. Якова Есипова. |